# La muerte feliz
La muerte feliz es el nombre de la primera novela del escritor y filósofo francés Albert Camus. El tema existencialista de la novela es la "voluntad para ser feliz", la creación consciente de la felicidad propia, y la necesidad de tiempo (y dinero) para lograrlo. Toma gran parte de su trama de las memorias del autor, incluyendo su trabajo en la comisión marítima de Argelia, su sufrimiento por la tuberculosis y sus viajes por Europa.
Camus escribió y corrigió la novela entre 1936 y 1938 pero luego decidió no publicarla. Es claramente la precursora de su más famosa obra, El extranjero, publicada en 1942. La muerte feliz fue publicada finalmente en 1971, más de diez años después de la muerte de Camus.

## Argumento
El protagonista de La muerte feliz se llama "Patricio Mersault", muy similar al nombre del protagonista de El extranjero "Meursault"; ambos son franceses argelinos que matan a un hombre sin importarles mucho el hecho. La novela es algo corta y está dividida en dos partes. 
La primera parte, titulada "Muerte natural", describe la monótona y vacía vida de Patricio Mersault con su aburrido trabajo de oficinista y su relación poco importante con su novia. Mersault logra conocer al rico e inválido Roland Zagreus, quien le enseña a Mersault una forma de escapar: "Sólo se necesita tiempo para ser feliz. Mucho tiempo. La felicidad, también, consiste en tener gran paciencia. Y casi siempre nos pasamos la vida gastando tiempo para ganar dinero, cuando deberíamos estar gastando dinero para ganar tiempo". Mersault decide entonces matar a Zagreus y quedarse con su fortuna para así construir su felicidad.
La segunda parte, titulada "Muerte consciente", relata el viaje que realiza Mersault por toda Europa con el dinero de Zagreus. Viajando en tren de ciudad en ciudad, no logra encontrar su anhelada paz y decide regresar a Argel, a vivir en una casa junto al mar con tres jóvenes amigas. Todos aquí tienen una sola meta: la búsqueda de la felicidad. Pero Mersault necesita soledad. Se casa con una hermosa mujer a la que no ama, compra una casa en un pueblo cerca de la playa, y se muda solo. "A esta hora de la noche, su vida le parecía algo tan remoto. Se sentía tan solo e indiferente hacia todo y hacia él mismo, que Mersault sintió que al fin había alcanzado aquello que tanto quería: que la paz que ahora lo llenaba naciera del paciente abandono propio que había seguido y logrado sin la ayuda de este cálido mundo tan presto a negárselo sin ira". Gravemente enfermo, Mersault tuvo una muerte feliz.